# Makhana
Pour les graines grillées appelées Makhana dans la cuisine indienne, voir Euryale ferox.
 (janvier 2010).
Si vous disposez d'ouvrages ou d'articles de référence ou si vous connaissez des sites web de qualité traitant du thème abordé ici, merci de compléter l'article en donnant les références utiles à sa vérifiabilité et en les liant à la section « Notes et références ».
Makhana ou Maxanna est l'ensemble 3 village  makhadougou , makhalagaré , toubaboukane située dans la commune kemené tambo, chef-lieu Cercle de Kayes et la Région de Kayes.   